# (19140) Jansmit
(19140) Jansmit (1989 RJ2) – planetoida z pasa głównego asteroid okrążająca Słońce w ciągu 3,54 lat w średniej odległości 2,32 j.a. Odkryta 2 września 1989 roku.